# Région d'Isaac
La région d'Isaac est une nouvelle zone d'administration locale dans l'est du Queensland en Australie.
Le 15 mars 2008, elle a été créée par la fusion du comté de Belyando avec les comtés de Broadsound et de Nebo.
La région élit huit conseillers et un maire.
Elle comprend les villes de Carmila, Clermont, Coppabella, Dysart, Glenden, Middlemount, Moranbah et St Lawrence ainsi que les villages et communautés de Clairview, Greenhill et Ilbilbie.